# Nemocardium (Pratulum) pulchellum
Nemocardium (Pratulum) pulchellum is een tweekleppigensoort uit de familie van de Cardiidae. De wetenschappelijke naam van de soort is voor het eerst geldig gepubliceerd in 1843 door Gray in Dieffenbach.